# Карл Густав Якоб Якоби
Карл Густав Якоб Якоби (на немски: Carl Gustav Jacob Jacobi) е германски математик с фундаментални приноси към елиптичните функции, диференциалните уравнения и теорията на числата. Якоби е първият еврейски математик, който бива назначен за професор в германски университет.

## Биография
Роден е на 10 декември 1804 г. в Потсдам, Кралство Прусия, в семейството на ашкенази. Той е второто от четири деца на банкера Симон Якоби. По-големият му брат Мориц фон Якоби също става инженер и физик.
Първоначално се образова у дома от чичо си Леман, който го обучава на класически езици и елементи от математиката. През 1816 г. на 12-годишна възраст постъпва в гимназия, където учениците изучават класически езици, немска история и математика. В резултат на доброто образование, което е получил от чичо си, както и на собствените си забележителни умения, след по-малко от половин година Якоби е преместен в по-висок клас. Въпреки това, тъй като университетът не приема студенти по-млади от 16 години му се налага да остане в училище до 1821 г. Използва времето си да трупа знания, проявявайки интерес във всички предмети, включително латински и гръцки език, филология, история и математика. През този период той прави и първите си опити в изследванията, опитвайки се да реши квинтичното уравнение чрез радикали.
През 1821 г. Якоби отива да учи в Берлинския университет, където първоначално разделя вниманието си между страстта му по филологията и математиката. По филология участва в семинарите на Август Бьок, привличайки вниманието на професора с таланта си. Якоби не следва много математически лекции в университета, тъй като ниското ниво на математиката в Германия по това време я прави твърде елементарна за него. Въпреки това той продължава личните си изследвания на по-напредналите трудове на Ойлер, Лагранж и Лаплас. Към 1823 г. той разбира, че трябва да избира между съревноваващите му се интереси и той решава да насочи цялото си внимание към математиката. През същата година той се квалифицира да преподава в средни училища и му е предложена позиция в гимназия в Берлин. Якоби обаче решава да продължи работата си в посока получаване на позиция в университет. През 1825 г. той придобива докторска степен с дисертация на тема Частично разлагане на дроби на рационални функции, която защитава пред комисия, водена от холандеца Ено Дирксен. Малко след това е хабилитиран и по същото време приема християнството.
Вече квалифициран да преподава в университет, 21-годишният Якоби изнася лекции през 1825 – 1826 г. за теорията на кривите и повърхностите, в Берлинския университет. През 1827 г. става професор, а през 1829 е вече професор по математика в Кьонигсбергския университет и заема тази длъжност до 1842 г.
Якоби претърпява нервен срив от прекомерна работа през 1843 г. Тогава посещава Италия за няколко месеца, за да се възстанови. На връщане се установява в Берлин, където живее като кралски пенсионер до края на живота си. По време на революциите от 1848 г. Якоби е политически ангажиран и неуспешно представя парламентарната си кандидатура от името на либерлания клуб. Това води след потушаването на революцията до отрязване на кралската му премия, но известността и репутацията му са такива, че скоро след това премията му е възстановена. През 1836 г. той е избран за чуждестранен член на Шведската кралска академия на науките.
Умира в Берлин на 18 февруари 1851 г. от инфекция, причинена от едра шарка. Гробът му е запазен на гробището в Кройцберг, Берлин. Гробът му е близо до този на астронома Йохан Енке.

## Научни постижения
Едно от най-великите постижения на Якоби е неговата теория на елиптичните функции и тяхната връзка с елиптичните тета-функции. Това е развито в големия му трактат „Fundamenta nova theoriae functionum ellipticarum“ (1829). Тета-функциите са много важни в математическата физика заради тяхната роля в обратния проблем на периодичните и квази-периодичните потоци. Уравненията на движение са интегрируеми по отношение на елиптичните функции на Якоби в добре познатите случаи на махало, покрив на Ойлер, симетричен покрив на Лагранж в гравитационно поле и Кеплеровия проблем (планетарно движение в централно гравитационно поле).
Якоби прави и фундаментални приноси към областта на диференциалните уравнения и рационалната механика, в частност чрез уравнението на Хамилтон-Якоби.
Особената сила на Якоби лежи главно в алгебричното развиване и по този начин той допринася по много начини към много подобласти на математиката, за което засвидетелства дългият му списък от трудове в списанието „Креле“ и другаде след 1826 г. Една от максимите му гласи: „Човек винаги трябва да обръща“ (Man muss immer umkehren), което изразява вярването му, че решението на много от трудните проблеми може да се изясни чрез повторното им изразяване в обратна форма.
В труда си от 1835 г. Якоби доказва, че ако непроменлива едностойностна функция е множествено периодична, тогава тя не може да има повече от два периода, а съотношението на периодите не може да е реално число. Той открива много от фундаменталните свойства на тета-функциите, включително функционалното уравнение и формулата за тройно произведение на Якоби, както и много други резултати относно q-символа на Покхамер и хипергеометричните функции.
Решението на обратния проблем на Якоби за хиперелиптичната карта на Абел през 1854 г. изисква въвеждането на хиперелиптична тета-функция, а по-късно и общата Риманова тета-функция за алгебрични криви от произволен род. Комплексният тор, свързан с алгебрична крива от род {\displaystyle g}, получен чрез коефициране на {\displaystyle {\mathbf {C} }^{g}} чрез решетка от периодите, се нарича множество на Якоби. Този метод за обръщане и последвалото му разширение от Вайерщрас и Риман към произволни алгебрични криви, може да се разгледа като обобщение от по-висок род на връзката между елиптични интеграли и елиптичните функции на Якоби или Вайерщрас.
Якоб е първият, който прилага елиптични функции в теорията на числата, доказвайки теоремата за двата квадрата на Ферма и теоремата за четирите квадрата на Лагранж и подобни резултати за 6 и 8 квадрата. Останалата му работа по теорията на числата продължава тази на Гаус: нови доказателства за квадратична реципрочност, въвеждане на символа на Якоби, приноси към законите за висока реципрочност и изследване на верижни дроби.
Той е един от ранните основатели на теорията на детерминантите. В частност той измисля матрицата на Якоби (и съответната ѝ детерминанта), образувана от n² диференциални коефициенти на n дадени функции с n независими променливи, което играе важна роля в много аналитични изследвания. През 1841 г. той въвежда повторно ∂ нотацията на частната производна на Льожандър, която днес е стандартна.
Тъждеството на Якоби се среща често във векторните полета и алгебрата на Ли.
Планетарната теория и други особени динамични проблеми също привличат вниманието на Якоби от време на време. Докато допринася за небесната механика, той въвежда интеграла на Якоби (1836) за звездна координатна система. Теорията му за последния множител се развива в труда му „Vorlesungen über Dynamik“. Той остава след себе си множество ръкописи, части от които се публикуват периодично в списанието „Креле“.

## Памет
В чест на Якоби е наречен кратер на Луната.

## Публикации
- Jacobi, C. G. J. Fundamenta nova theoriae functionum ellipticarum.   Königsberg, 1829. ISBN 978-1-108-05200-9. Reprinted by Cambridge University Press 2012. (на латински)
- Jacobi, C. G. J. Gesammelte Werke. 2nd. Т. I-VIII.   New York, Chelsea Publishing Co., 1969, [1881]. Посетен на 20 март 2012.
- Jacobi, Carl Gustav Jacob. Canon arithmeticus.   Berlin, Typis Academicis, Berolini, 1839.
- Jacobi, Carl Gustav Jacob. Vorlesungen über analytische Mechanik. Т. 8.   Freiburg, Deutsche Mathematiker Vereinigung, 1996, [1848]. ISBN 978-3-528-06692-5. DOI:10.1007/978-3-322-80289-7.
- Jacobi, Carl Gustav Jacob. Vorlesungen über Zahlentheorie---Wintersemester 1836/37, Königsberg. Т. 62.   Dr. Erwin Rauner Verlag, Augsburg, 2007, [1836]. ISBN 978-3-936905-25-0.
- Jacobi, Carl Gustav Jacob. Jacobi's lectures on dynamics. Т. 51.   New Delhi, Hindustan Book Agency, 2009, [1866]. ISBN 9788185931913.
- Jacobi, Carl Gustav Jacob. The reduction to normal form of a non-normal system of differential equations. Applicable Algebra in Engineering, Communication and Computing. Т. 20.   2009, [1866]. DOI:10.1007/s00200-009-0088-2. с. 33 – 64.
- Jacobi, Carl Gustav Jacob. Looking for the order of a system of arbitrary ordinary differential equations. Applicable Algebra in Engineering, Communication and Computing. Т. 20.   2009, [1865]. DOI:10.1007/s00200-009-0087-3. с. 7 – 32.